# Johanneskapelle (Staufen)

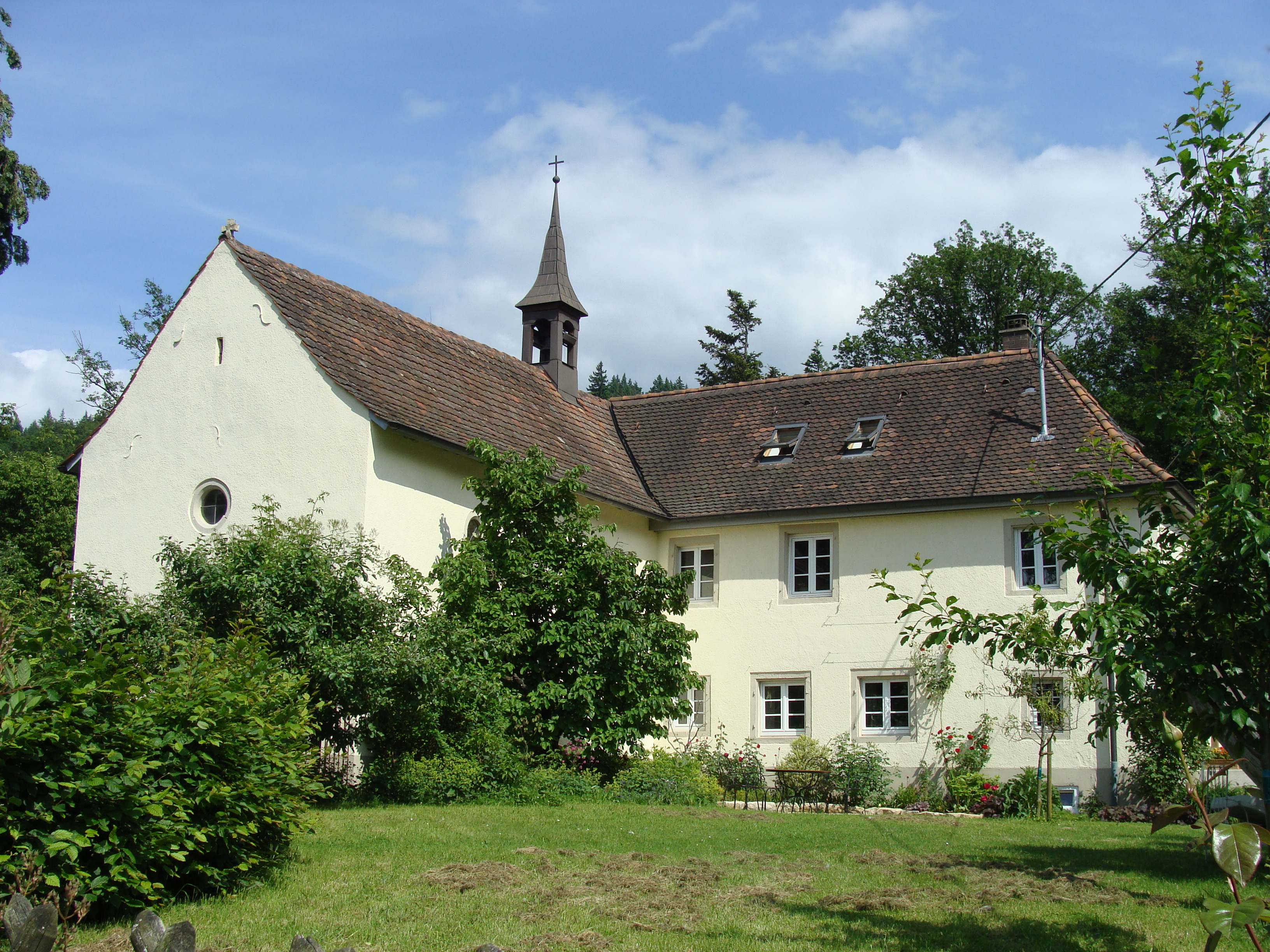
Johanneskapelle bei Staufen

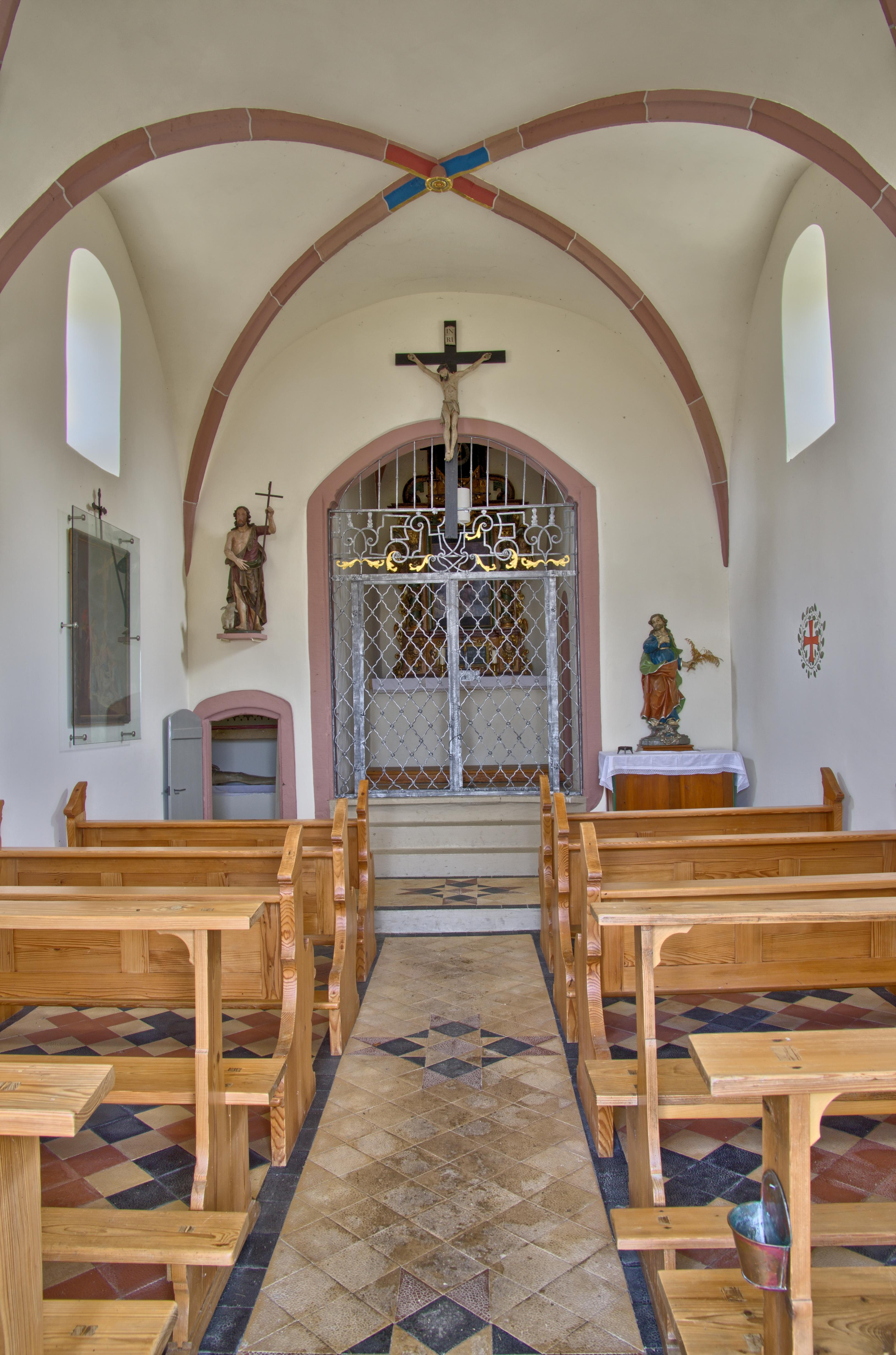
Innenansicht Richtung Altar

Die St.-Johannes-Kapelle ist eine kleine Kirche auf dem Berg Dürenbuck oberhalb der Stadt Staufen im Breisgau. Vom Ort führt ein Kreuzweg zur Kapelle hinauf.

## Geschichte
Die Kapelle wurde im Jahre 1685 von dem Eremiten Johannes Willi nach Zerstörung seiner alten Einsiedelei beim Gotthardhof nördlich von Staufen mit Unterstützung der Staufener Bürgerschaft errichtet und Johannes dem Täufer geweiht. Der Einsiedler wurde nach seinem Tod im Jahre 1701 vor dem Altar der Kapelle beigesetzt. Im Jahr 1739 wurde der Kreuzweg eingerichtet. Infolge der Reformen Kaiser Josephs II. wurde die Einsiedelei 1783 aufgelöst. Eine grundlegende Renovierung erfolgte 1965.
Die Denkmalstiftung Baden-Württemberg ernannte die Kapelle zum Denkmal des Monats November 2004. Nach den vom „Arbeitskreis Staufener Stadtbild e.V.“ organisierten und mittels Spenden finanzierten Restaurierungs- und Wiederherstellungsarbeiten konnte die Kapelle im Jahr 2005 wiedereröffnet werden. Bei einem Einbruch 2006 wurden das Altarbild, Holzskulpturen sowie zwei Votivbilder gestohlen, erst 2009 konnte die Kapelle wieder der Öffentlichkeit zugänglich gemacht werden.

## Beschreibung

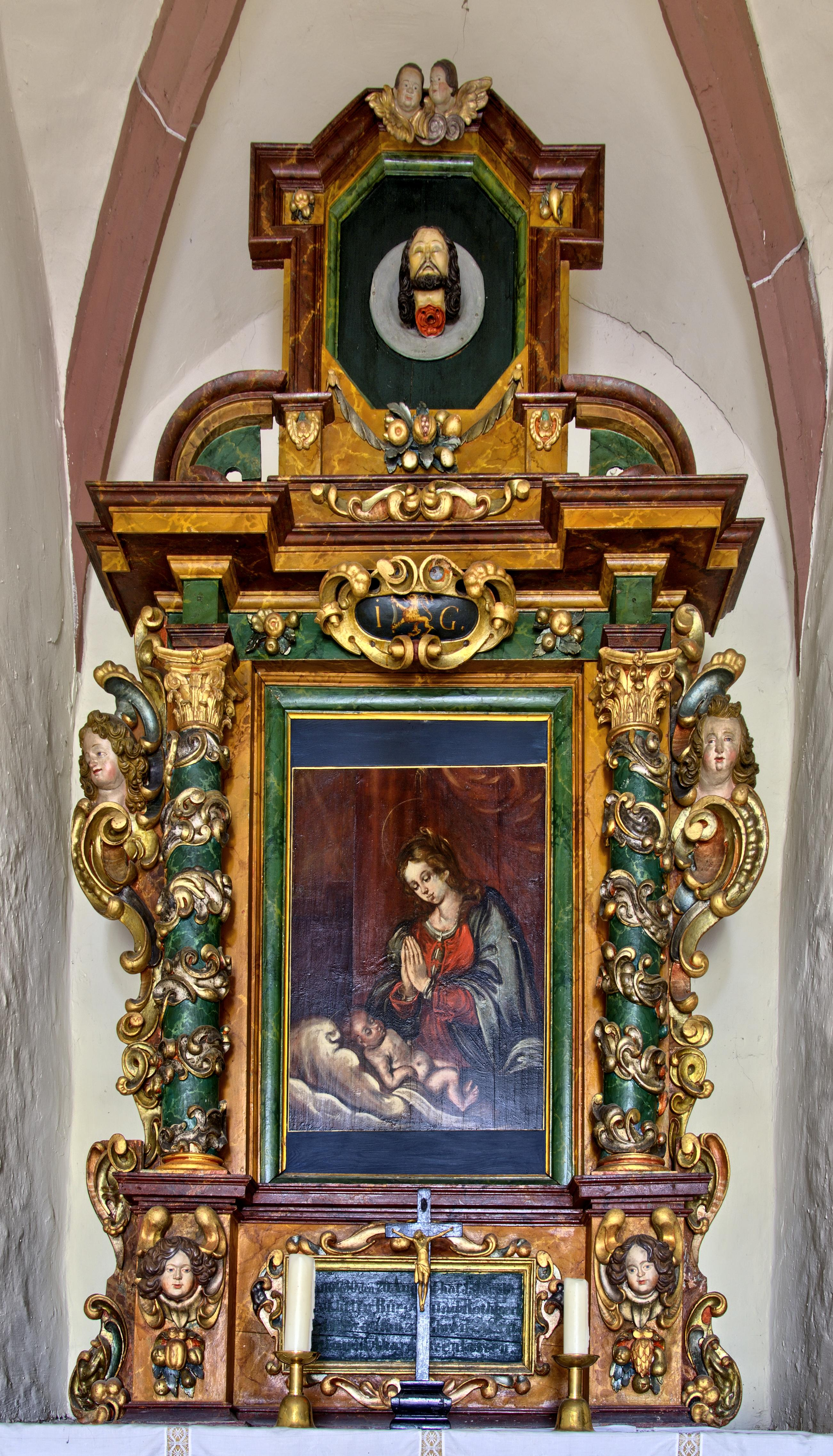
Hochaltar

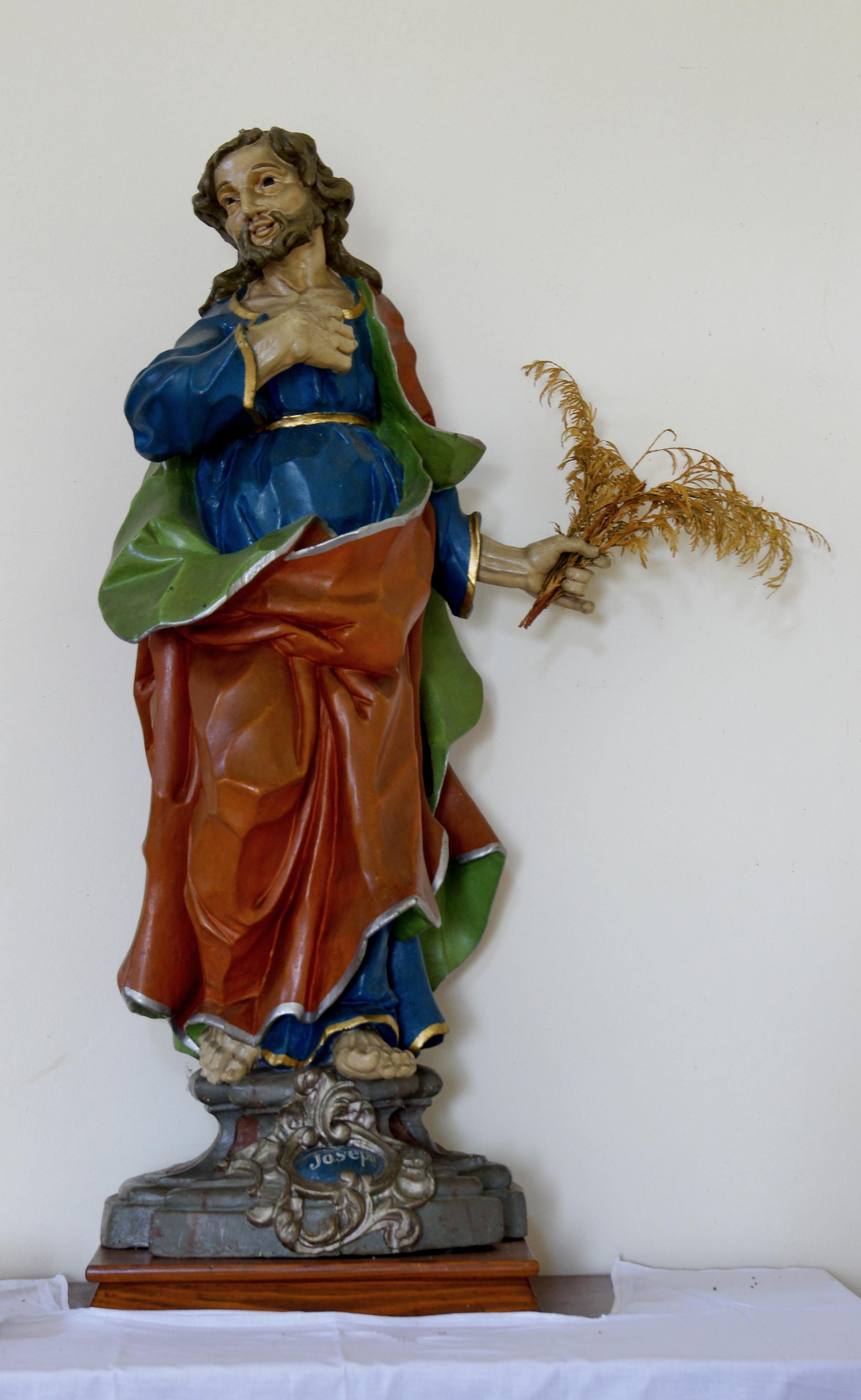
Heiliger Joseph

An die Kapelle ist im rechten Winkel ein heute als Wohnhaus genutztes Bruderhaus angebaut. Der Saalraum besitzt eine kreuzrippengewölbte Decke. An ihn schließt sich ein durch ein schmiedeeisernes Gitter abgeschlossener, ebenfalls kreuzrippengewölbter Chor an. Der 1730 von einem Staufener Bürger zunächst in die St.-Sebastian-Kapelle auf dem Friedhof gestiftete Hochaltar, der Ende des 19. Jahrhunderts in die Johanneskapelle kam, zeigt nach dem Diebstahl von 2006 als Leihgabe der Erzdiözese eine etwas ungelenk gemalte, barocke Muttergottes, darüber das Haupt Johannes des Täufers. Rechts davon steht eine Statue des heiligen Joseph aus der Mitte des 18. Jahrhunderts, die Johann Baptist Sellinger zugeschrieben wird.
Im Dachreiter der Kapelle hängt eine Glocke eines unbekannten Gießers aus dem Jahr 1723 mit einem Durchmesser von 430 mm. Ungewöhnlich für die Entstehungszeit ist das Glockenmaterial Eisen statt Bronze. Sie klingt mit dem Schlagton f″ und wird dreimal täglich zum Angelusgebet geläutet.
Der Kreuzweg besteht teils aus kleinen Kapellen (Stationen I - IV), teils aus Bildstöcken (Stationen V - XI). Als Station XII dient ein Kreuz vor der Kapelle aus dem 18. Jahrhundert. Station XIII ist ein Tafelbild mit der Beweinung in der Kapelle, das ebenfalls aus dem 18. Jahrhundert stammt. Station XIV wurde als kleiner Kapellenanbau mit einem Heiligen Grab ausgeführt.